# USS Evans (DD-552)
Pour les autres navires du même nom, voir USS Evans.
L'USS Evans (DD-552) est un destroyer de la classe Fletcher en service dans la Marine des États-Unis (US Navy) pendant la Seconde Guerre mondiale. Il a été nommé en l'honneur du rear admiral (contre-amiral) Robley D. Evans (1846–1912), un officier de la marine américaine qui ont servi de la guerre de Sécession à la guerre hispano-américaine.

## Construction
Sa quille est posée le 21 juillet 1941 au chantier naval Gulf Shipbuilding Corporation de Chickasaw - Alabama, dans l'état d'Alabama. Il est lancé le 4 octobre 1942; parrainé par Mme C. E. Isherwood, et mis en service le 11 décembre 1943 et intégré à la Flotte du Pacifique (Pacific Fleet).

## Historique

### Mariannes
Le Evans atteignit Majuro le 29 mars 1944 depuis Pearl Harbor et la côte Est, et après avoir escorté le pétrolier USS Cimarron (AO-22) à un rendez-vous de ravitaillement au milieu de l'océan, il mena des patrouilles anti-sous-marines indépendantes autour des atolls tenus par les Japonais dans les îles Marshall jusqu'au 13 mai. Après un entraînement dans les îles Hawaï, il quitte Pearl Harbor le 3 juin pour surveiller le groupe de ravitaillement en carburant et de remplacement des avions qui soutient la Force opérationnelle du porte-avions rapide (Fast Carrier Task Force) et la force d'escorte du porte-avions pendant l'assaut et la prise de Saipan qui a commencé le 15 juin. Il continua à surveiller ce groupe de ravitaillement tout au long de l'été pendant la conquête des Mariannes, retournant de temps en temps à Eniwetok pour se réapprovisionner.

### Palaos et Ulithi
Le 26 août 1944, le Evans quitta Eniwetok pour surveiller le groupe de ravitaillement en carburant et de remplacement des avions en vue de l'assaut et de l'occupation des îles Palaos. Arrivé à Ulithi le 30 octobre, il y effectua des patrouilles et des escortes jusqu'au 11 janvier 1945. Après une mission spéciale de chasse aux sous-marins près de Yap et de bombardement de cette île, du 11 au 13 janvier, Evans se rendit à Saipan, d'où il assura le contrôle des transports pour le débarquement à Iwo Jima le 19 février. Il effectua des bombardements à terre et soutint les troupes débarquées par des tirs de harcèlement sur les positions japonaises, puis protégea les transporteurs d'escorte jusqu'au 8 mars, date à laquelle il fit route vers Ulithi.

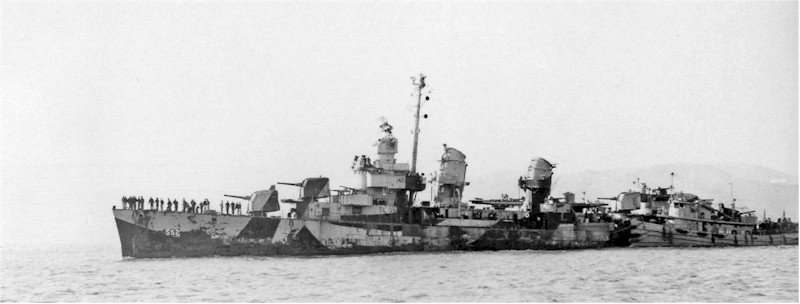
Vue en plan du Evans montrant ses dégâts de combat à son arrivée au Mare Island Navy Yard le 28 juillet 1945.

### Okinawa
Le Evans quitta Ulithi le 21 mars 1945 pour protéger les escorteurs lors des frappes aériennes précédant l'invasion d'Okinawa. Il servit avec eux lors de l'assaut du 1er avril sur l'île, et jusqu'au 2 mai, date à laquelle il fit escale à Kerama Retto. Huit jours plus tard, il fait route avec le destroyer USS Hugh W. Hadley (DD-774) vers une station de piquet radar au nord-ouest d'Okinawa. Pendant la première nuit de la station, du 10 au 11 mai, les avions ennemis étaient constamment présents; plus d'une centaine d'entre eux ont attaqué les deux destroyers et les deux navires d'assaut amphibie Landing Craft Support (LCS) qui les accompagnaient. Le Evans a lutté avec détermination contre cet assaut écrasant, abattant un grand nombre d'entre eux, mais en succession rapide, quatre kamikazes l'ont frappé. Après l'inondation des espaces techniques et la perte de puissance, l'équipage du Evans s'est efforcé de le sauver, en utilisant des extincteurs portatifs et des brigades de seaux. Ils y parviennent, mais 32 personnes sont tuées et 27 blessées, et le navire est remorqué à Kerama Retto le 14 mai pour y être réparé. 

### Destin
Après des réparations d'urgence à Kerama Retto, le Evans a été remorqué à San Francisco, où il a été désarmé le 7 novembre et rayé du registre des navires de guerre (Naval Vessel Register) le 28 novembre 1945. Il est vendu à la casse le 11 février 1947.

## Décorations
En plus de la Presidential Unit Citation, le Evans a reçu 5 battle stars (étoiles de combat) pour son service pendant la Seconde Guerre mondiale.
- Presidential Unit Citation